# Valea Teilor (gmina)
Valea Teilor – gmina w Rumunii, w okręgu Tulcza. Obejmuje tylko jedną miejscowość Valea Teilor. W 2011 roku liczyła 1447 mieszkańców. 